# Karangasem (Sayung)
Karangasem is een bestuurslaag in het regentschap Demak van de provincie Midden-Java, Indonesië. Karangasem telt 3726 inwoners (volkstelling 2010).